# Menzellinde
Die Menzellinde ist ein Naturdenkmal im Leipziger Stadtteil Schönefeld. Der Name der Linde geht zurück auf den Maler Adolf von Menzel, der diese Linde als Graphitzeichnung in seinen Skizzenbüchern bei seinen Besuchen auf dem Sommersitz von Moritz Lazarus verewigte.

## Beschreibung
Die Menzellinde ist eine Winterlinde (Tilia cordata) und befindet sich an der Leostraße/Ecke Lazarusstraße. Sie hat eine Höhe von etwa 15 Meter, einen Kronendurchmesser von 14 Meter und einen Stammumfang von 3,50 Meter. Die geschützte Umgebung beträgt 16 Meter. Das Alter der Linde wird auf 200–300 Jahre geschätzt. Wegen des fehlenden Altholzes im Inneren des Stammes ist eine genaue Altersbestimmung nicht möglich. Die Äste der Krone sind mit Gurtsystemen und Eisenringen verbunden, um ein Ausbrechen der starken Äste zu vermeiden. Den Beschreibungen Lazarus’ zufolge führte ein Aufstieg zu einer Aussichtsplattform um den Stamm der Linde, die einen Weitblick zum Abtnaundorfer Park ermöglichte.

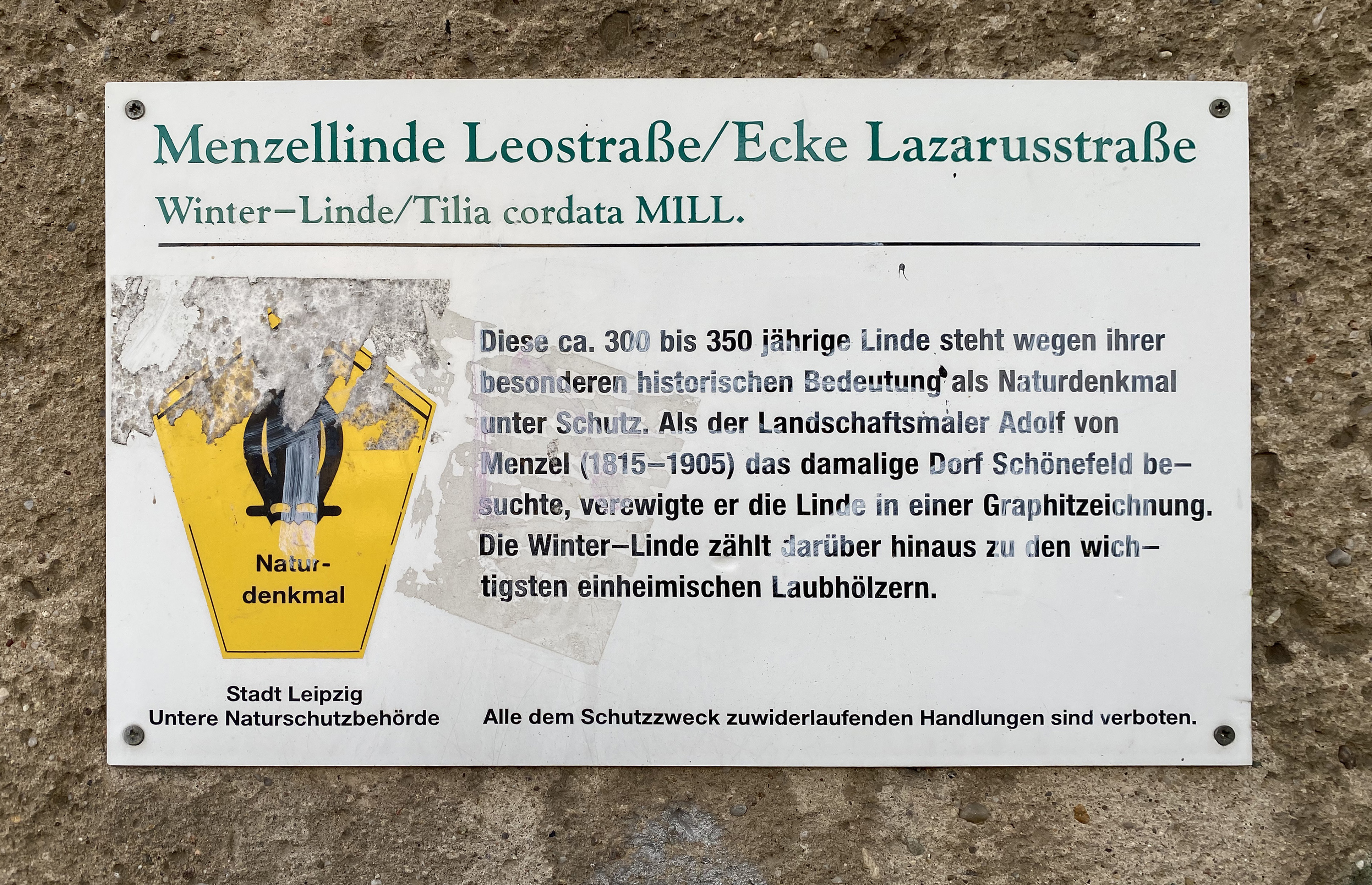
Hinweisschild
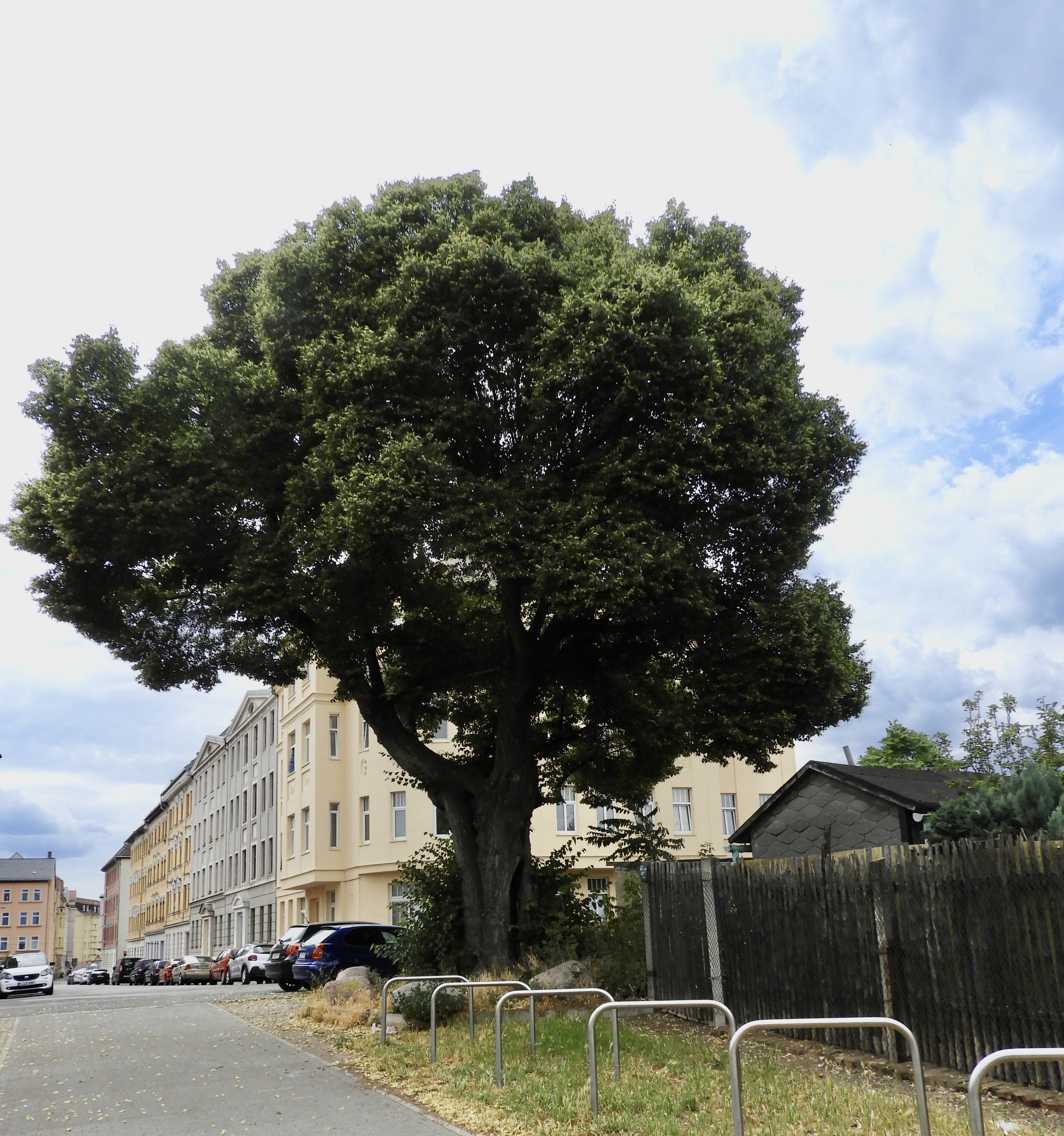
Mit der Leostraße
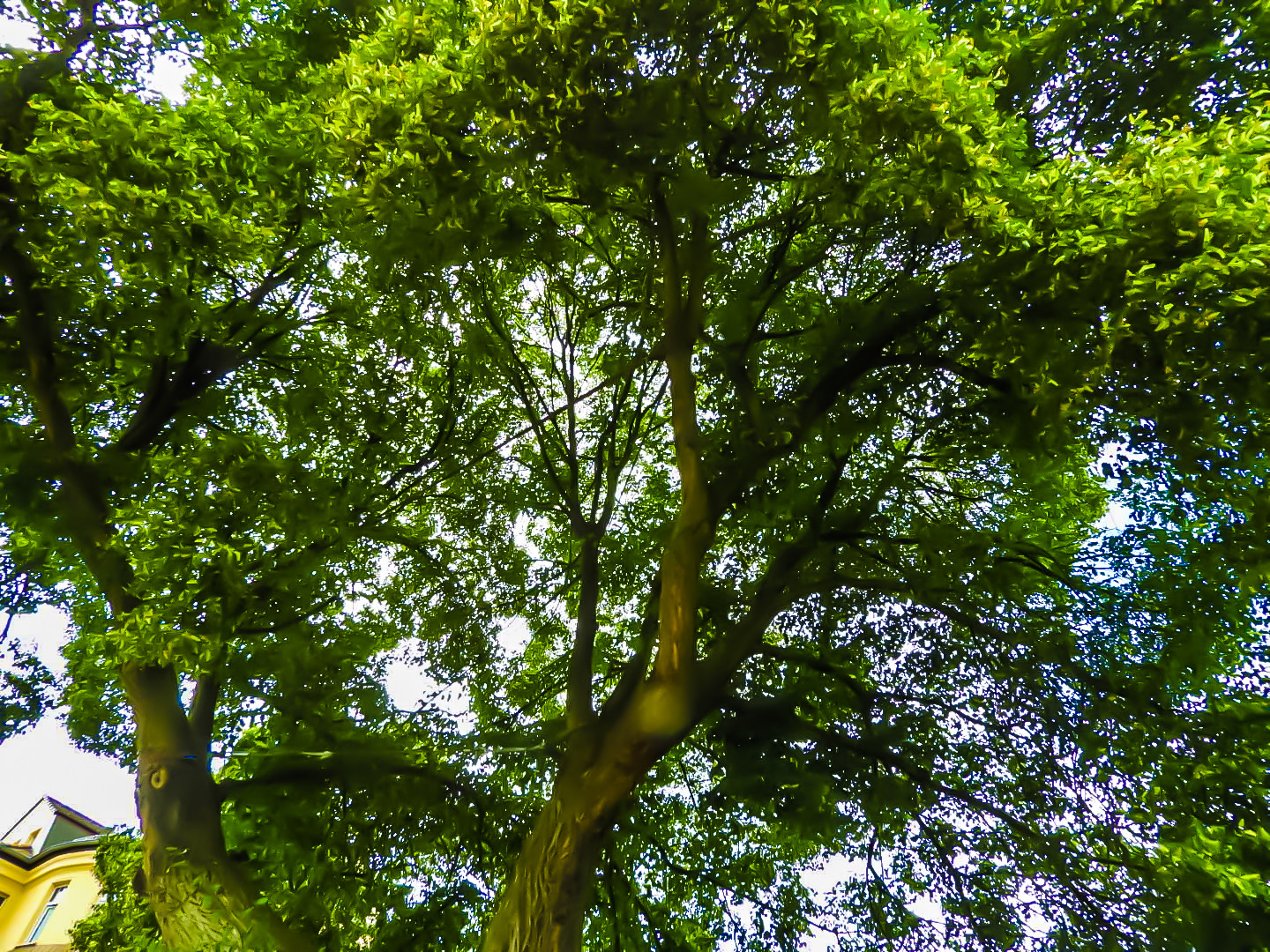
Blick in die Krone
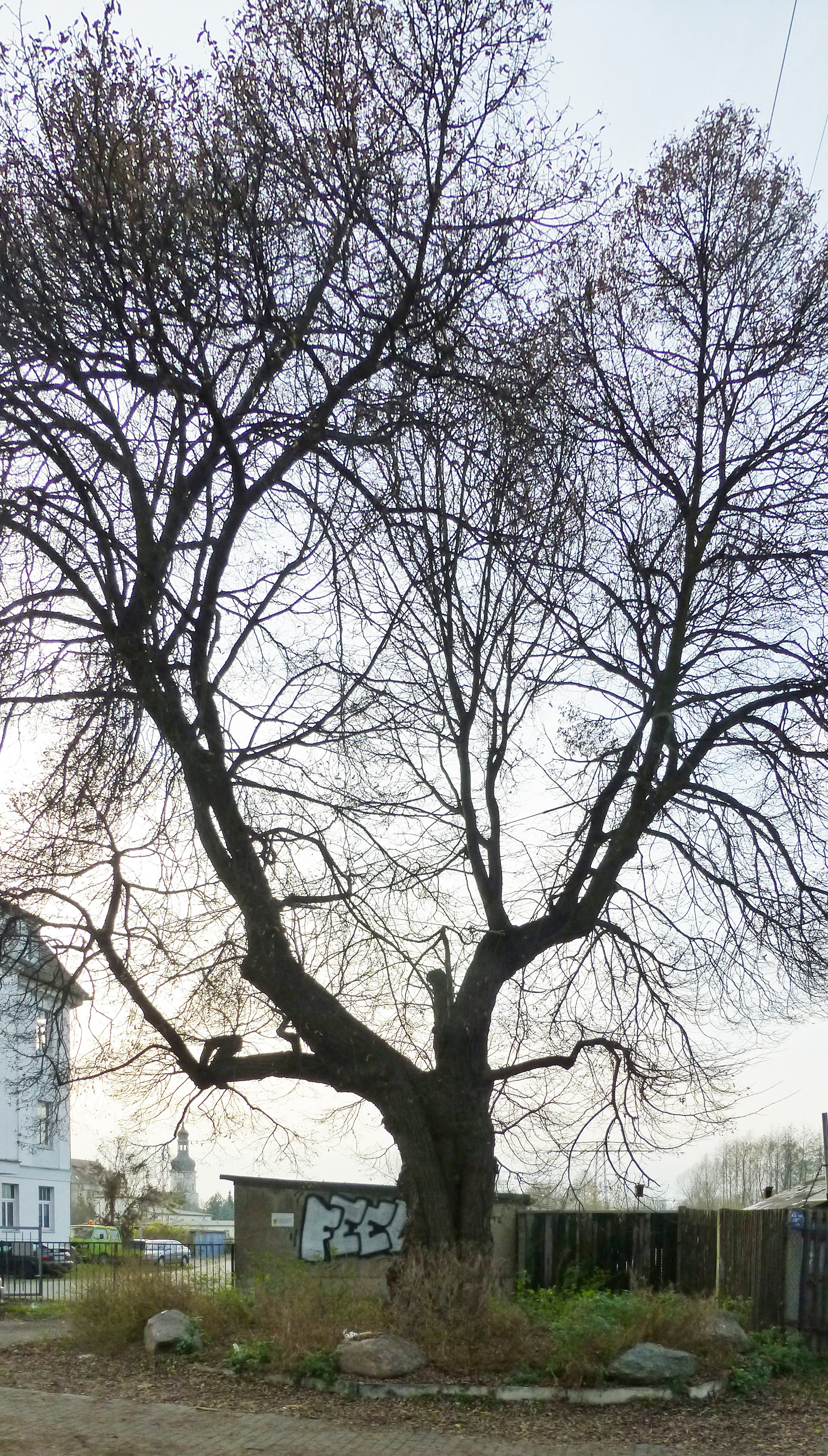
Das Geäst

## Geschichte
Auf dem damaligen Grundstück des Psychologen und Philosophen Moritz Lazarus, der Ende des 19. Jahrhunderts einen Sommersitz auf dem heutigen Areal des Kleingartenvereins Schöne Heimat besaß, trafen sich regelmäßig Wissenschaftler und Künstler, die den geistigen Austausch suchten. Neben Adolf Menzel besuchten auch Theodor Fontane, Paul Heyse und Clara Wieck die Landhausvilla.
Bereits bei seinem ersten Besuch bei Lazarus entdeckte Menzel diese große Linde, war wohl auch beeindruckt von den Bienenschwärmen in der Krone des gerade blühenden Baumes, so dass er einen Aufstieg vermied und deshalb im notwendigen Abstand zu zeichnen begann. Seine Studien zu dieser Linde nannte Menzel Alt-Schönefeld Villa Lazarus.  An der Linde entdeckte Menzel auch den eisernen Ring, der zur Stütze des beschädigten Stammes angebracht war und Lazarus soll es gewesen sein, der die Linde nach einem Blitzeinschlag mit einem Eisenring um diesen Stamm legen ließ. Inzwischen ist der Eisenring um den Stamm nicht mehr sichtbar, da er im Laufe der Jahre vom Stamm umwachsen wurde. Die Sorge, dass die Linde wegen der zunehmenden Bebauung verschwinden könnte, bestand schon zu Menzels Zeiten.
1996 wurde die Linde wegen ihrer Ausprägung und ihres Alters, verbunden mit der kulturellen Bedeutung, als Naturdenkmal eingestuft.